# Otumba (region)
Otumba (spanska: Región XI Otumba) är en region i delstaten Mexiko bildad 2015. Den gränsar till regionerna Ecatepec i väst, Zumpango och delstaten Hidalgo i norr, delstaten Tlaxcala ost och regionen Texcoco syd.
Kommunen Otumba tillhörde tidigare regionen Zumpango, och sedan 2006 regionen Ecatepec innan regionen Otumba bildades.

## Kommuner i regionen
Regionen består av tio kommuner (2020).
- Acolman
- Axapusco
- Chiautla
- Nopaltepec
- Otumba
- Papalotla
- San Martín de las Pirámides
- Temascalapa
- Teotihuacán
- Tepetlaoxtoc